# Верхнекурбинское сельское поселение
Се́льское поселе́ние «Верхнекурби́нское» (бур. Дээдэ Хурбын hомон) — муниципальное образование в Хоринском районе Бурятии Российской Федерации.
Административный центр — улус Тэгда.

## История
Статус и границы сельского поселения установлены Законом Республики Бурятия от 31 декабря 2004 года № 985-III «Об установлении границ, образовании и наделении статусом муниципальных образований в Республике Бурятия»

## Население
| 2002  | 2011  | 2012  | 2013  | 2014  | 2015  | 2016  |
| ----- | ----- | ----- | ----- | ----- | ----- | ----- |
| 2284  | ↘1907 | ↘1888 | ↘1867 | ↘1831 | ↘1826 | ↘1796 |
| 2017  | 2018  | 2019  | 2020  | 2021  | 2023  | 2024  |
| ↘1777 | ↘1771 | ↘1729 | ↘1706 | ↘1497 | ↘1452 | ↘1397 |

## Состав сельского поселения
| № | Населённый пункт | Тип населённого пункта       | Население |
| - | ---------------- | ---------------------------- | --------- |
| 1 | Малая Курба      | посёлок                      | ↘60       |
| 2 | Могой            | село                         | ↘26       |
| 3 | Ойбонт           | посёлок                      | ↘71       |
| 4 | Тэгда            | улус, административный центр | ↘1756     |